# 1943年の西鉄軍
1943年の西鉄軍（1943ねんのにしてつぐん）では、1943年シーズンの西鉄軍の動向をまとめる。
この年の西鉄軍は、石本秀一監督の2年目のシーズンである。戦争による資金難、選手の徴兵などでチーム運営が厳しくなり、このシーズンオフに解散したため、このシーズンは西鉄軍最後のシーズンとなった。

## チーム成績

### レギュラーシーズン
| 順位 | 球団       | 勝 | 敗 | 分 | 勝率 | 差   |
| ---- | ---------- | -- | -- | -- | ---- | ---- |
| 優勝 | 東京巨人軍 | 54 | 27 | 3  | .667 | --   |
| 2位  | 名古屋軍   | 48 | 29 | 7  | .623 | 4.0  |
| 3位  | 阪神軍     | 41 | 36 | 7  | .532 | 11.0 |
| 3位  | 朝日軍     | 41 | 36 | 7  | .532 | 11.0 |
| 5位  | 西鉄軍     | 39 | 37 | 8  | .513 | 12.5 |
| 6位  | 大和軍     | 35 | 43 | 6  | .449 | 17.5 |
| 7位  | 阪急軍     | 31 | 51 | 2  | .378 | 23.5 |
| 8位  | 南海軍     | 26 | 56 | 2  | .317 | 28.5 |

## できごと
近藤貞雄が入団した。
打線は好調で、得点はリーグ1位であった。しかし、投手陣が調子よくなく、Aクラス入りを逃した。
野口明は打点王となった。